# El sastre valent

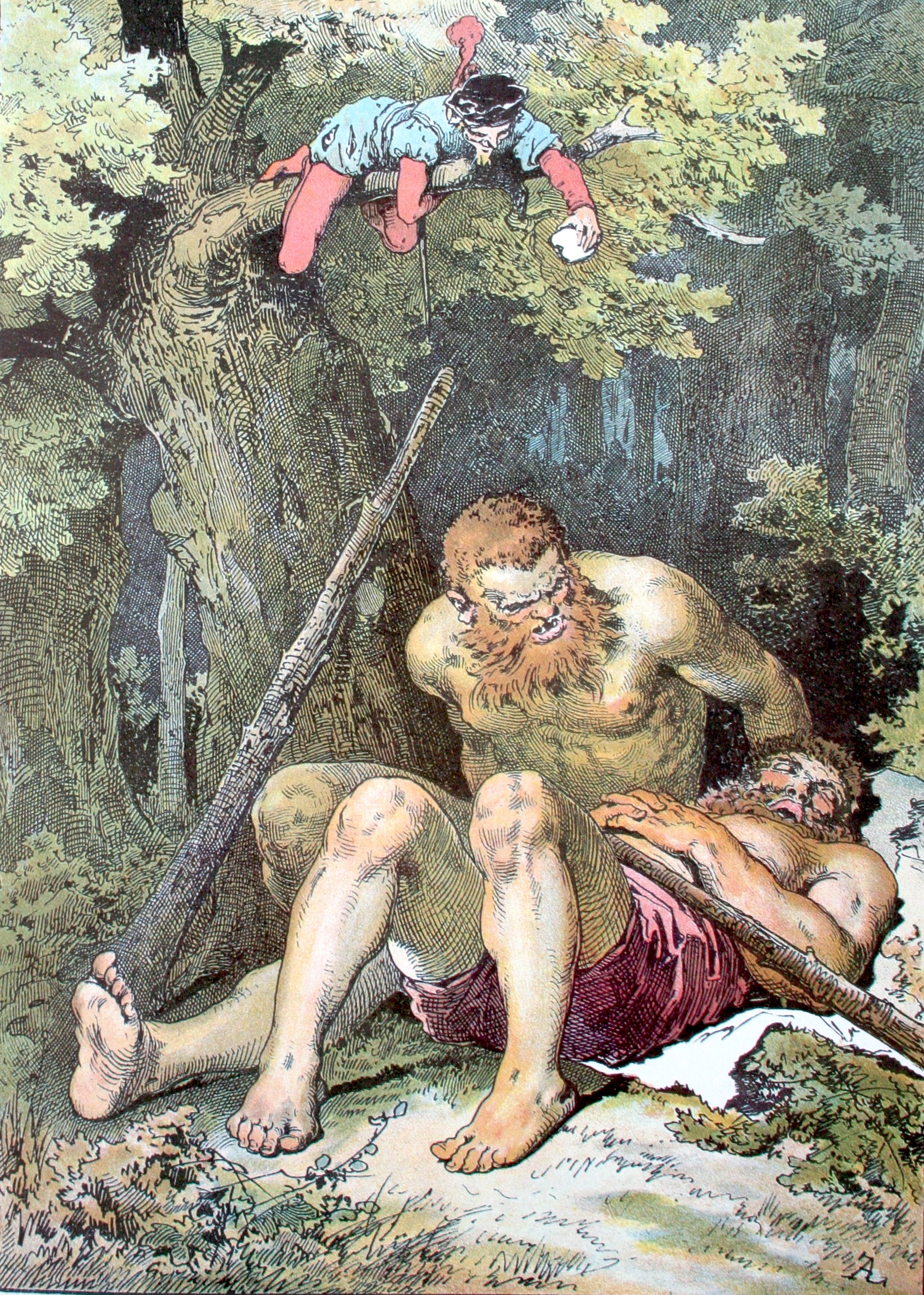
Els sastre provoca als dos gegants.

El sastre valent és un conte popular europeu recollit pels germans Grimm i posteriorment per Andrew Lang. Se n'han fet nombroses edicions en format infantil, incloent una versió en dibuixos animats de Walt Disney.

## Argument
Un sastre molt pobre va comprar una confitura, on es van posar set mosques. Enfadat, va colpejar-les amb una tela feta fuet i en va matar set d'un cop. Va cridar la seva proesa (o la va brodar al cinturó, segons les versions) i va arribar a oïdes d'un gegant de la zona, qui va pensar que es referia que havia matat set homes d'un cop d'espasa. Per això va desafiar en duel el sastre.
El sastre valent va anar a veure el gegant i va comprovar que no hi veia gaire bé. Llavors li va proposar que fessin una demostració de força. El gegant va agafar una roca i la va esmicolar a trossos. El sastre va agafar un formatge i el va aixafar entre les mans. El gegant, sorprès, va prendre una roca encara més pesant i la va llançar ben lluny. Aleshores el sastre va agafar un ocellet i en alliberar-lo, va volar fins a desaparèixer en l'horitzó. El gegant va creure que era una pedra llançada tan fort que no havia aterrat a la vista i, per tant, es va rendir.
Va convidar el sastre a casa seva amb la intenció de matar-lo mentre dormia, però va errar el cop perquè el sastre dormia en un racó del llit, que era massa gran per a ell. El gegant, com que era curt de vista, va pensar que havia resistit el cop i va abandonar la regió humiliat.
El rei va sentir el seu èxit i va manar tres tasques al sastre a canvi de la mà de la seva filla: matar dos gegants més, enxampar un unicorn i un porc senglar furiosos. El sastre va anar a veure els gegants i mentre dormien, va llençar-los pedretes, de tal manera que cadascú va creure que havia estat l'altre qui l'havia molestat i van començar a lluitar entre ells fins a la mort. Aleshores el sastre va anar al bosc, on va fer envestir l'unicorn fins que es va quedar atrapat al tronc d'un arbre per la banya i igualment al porc senglar, al qual va tancar en una ermita, després de fugir per la finestra. Malgrat la negativa de la filla, que no volia casar-se amb un sastre, el rei va haver de complir la seva promesa perquè cap dels seus homes va gosar atacar el sastre, de qui es deia que matava set homes d'un cop.

## Anàlisi
El conte compleix l'esquema característic d'aquestes històries, on un protagonista humil aconsegueix el final feliç (riquesa i la mà de la princesa) gràcies al seu enginy. Les proves o episodis són una altra constant d'aquestes històries. El conte sembla refundar elements de la mitologia grega, com el gegant mig cec (que recordaria al cíclop de l'Odissea) o l'estratègia d'enemistar els dos gegants, similar a la història de Cadme. L'ambientació al bosc és una constant a les aventures que poden suposar perill.
El nombre tres (tres proves ha de complir, tres gegants surten a la història) és també típic dels contes (on apareixen tres aventures o tres germans quan el petit és l'heroi). Com a molts relats populars, el triomf acaba amb l'ascens social, molt preuat en una societat estamentada, i el menyspreu de la força i la por (gegants, feres), el recurs usual dels poderosos.